# Marzenego
Le Marzenego (l'antique Marcenum) est un fleuve de Vénétie qui circule entre les provinces Trévise, Padoue et Venise, en Italie du nord.

## Géographie
Il nait d’une résurgence dans la localité de Fratta di Resana, mais son bassin hydrographique s’étend jusqu’aux collines de Asolo. Le long de son parcours, il baigne les communes de Loreggia, Piombino Dese, Trebaseleghe, Massanzago, Noale, Salzano et Martellago.
Le fleuve entre dans le territoire de Venise, en traversant Trivignano, où se conflue le Rio Storto, et Mestre, où il reçoit les eaux du Rio Cimetto, encercle l’antique cité, avec deux bras dit Ramo delle Muneghe et Ramo della Campana (ou di San Lorenzo). Puis se jette dans le canale Osellino, qui porte les eaux dans le Dese avant de rejoindre lagune de Venise près de Tessera.

## Histoire
Dans l’Antiquité, son dernier tronçon était appelé  Mestre ou flumen de Mestre et se divisait en plusieurs ramifications dans la localité de Cavergnago, quelques kilomètres au sud de l’embouchure actuelle, où se trouve un port qui assurait le trafic de marchandises à Venise. En 1502, la république de Venise, qui se préoccupait depuis toujours des eaux arrivant dans la lagune, spécialement pour éviter l’ensablement, réalisa un canal artificiel, l'Osellino, pour éloigner de la cité lagunaire les eaux du Marzenego, améliorant le salubrité de la zone. Le Consortium hydraulique Dese fut institué à la même époque pour la maintenance hydrographique des fleuves Marzenego, Dese et Zero.
Aujourd’hui les eaux du Marzenego sont de la compétence du « Consortium de bonification Dese-Sile ».